# Vladislav Fedotov
Vladislav Fedotov (tiếng Belarus: Уладзіслаў Фядотаў; tiếng Nga: Владислав Федотов; sinh 8 tháng 2 năm 1997) là một cầu thủ bóng đá Belarus. Tính đến năm 2017, anh thi đấu cho Isloch Minsk Raion.